# Pálfi Kata
Pálfi Kata (1975. február 3. –) Jászai Mari-díjas magyar színésznő, író, meseterapeuta.

## Életpályája
1975-ben született. A tatai Eötvös József Gimnáziumban érettségizett. 1993–2002 között az ELTE Bölcsészkarának, mellette 1996–2000 között a Színház- és Filmművészeti Főiskola hallgatója volt, színész szakon. 2000–2012 között az Új Színház tagja, mellette a színház stúdiójának tanára is volt. 2012-től szabadúszó, rendszeresen szerepel a Centrál Színházban és vidéken is.
2015 januárja óta a Semmelweis Egyetem által akkreditált alkotó-fejlesztő metamorphoses meseterápiás módszer hivatalos használója.
Íróként: Borka Mumusfödön, bábmusical (2012)
https://www.mannaprodukcio.hu/eloadasok/borka-mumusfoldon/
Kolozsi Angélával közösen: Kutyafül, macskakő, egérút (2014)
https://nemzetiszinhaz.hu/eloadas/kutyaful-macskako-egerut/szinopszis
Forgatókönyvíróként:
A mi kis falunk (RTL) 8. évad
Gólkirályság (RTL) 2. évad

## Főbb színházi szerepei
- Paul Portner: Hajmeresztő (Barbara Demarco, Fodrászlány) – 2017/2018
- Frederick Loewe – Alan Jay Lenrner: My Fair Lady (Pearcené) – 2016/2017
- Háy János: Házasságon Innen, Házasságon Túl (Feleség, (Erzsi)) – 2015/2016
- Hadar Galron: Mikve (Shira) – 2014/2015
- Georges Feydeau: Tökfilkó (Pinchard-Né) – 2014/2015
- Kolozsi Angéla–Pálfi Kata: Kutyafül, Macskakő, Egérút (Szereplő) (Író) – 2014/2015
- Yasmina Reza: Az öldöklés istene (Véronique Houllié) – 2013/2014
- Molnár Ferenc: Józsi (Szereplő) – 2012/2013
- Kosztolányi Dezső: Édes Anna (Tatárné) – 2012/2013
- Pálfi Kata: Borka Mumusföldön (Szereplő) (Író) – 2011/2012
- Beth Henley: A Szív Bűnei (Lenny Magrath, A Legidősebb Nővér) – 2010/2011
- E.T. (Szereplő, Szereplő) – 2009/2010
- William Shakespeare: Ahogy Tetszik (Phoebe, Pásztorlány) – 2009/2010
- Ács János: Casanova Nuova (Hős – Színésznő) – 2009/2010
- Evelyne De La Cheneliere: Eper Januárban (Léa) – 2009/2010
- Litvai Nelli: Világszép Nádszálkisasszony (Hajnal, Haramia, Haramia, Nővér, Nővér, Macska , Macska , Hajnal) – 2008/2009
- Carlo Goldoni: Nyári Kalandok (Rosina, Costanza Unokahúga) – 2008/2009
- Roger Vitrac: Viktor, Avagy A Gyermekuralom (Lili, A Cselédlányuk) – 2008/2009
- Georges Feydeau–Maurice Hennequin: Fogat Fogért (Angčle) – 2007/2008
- Búss Gábor Olivér–Hársing Hilda–Rudolf Péter: Keleti Pu. (Szereplő) – 2007/2008
- Kiss Csaba: Veszedelmes Viszonyok (Madame De Tourvel) – 2006/2007
- Peter Weiss: Marat / Sade (Várandós Lány) – 2006/2007
- Jean Racine: Phaedra (Aricia, Athéni Királyi Hercegnő) – 2006/2007
- Vadorzók (Janet Colgate) – 2005/2006
- Carlo Gozzi: Turandot (Zannik) – 2005/2006
- Shakespeare Koszorú – Színház, Színház, Színház (Szereplő) – 2004/2005
- Line Knutzon: Közeleg Az Idő (Ingrid) – 2004/2005
- Szép Ernő: Vőlegény (Nusi, Táncosnő) – 2004/2005
- Hazug Képzelet (Sally) – 2003/2004
- Bernard-Marie Koltès: Roberto Zucco (Másik Nő, A Rémült Kurva) – 2003/2004
- Bertolt Brecht: Puntila Úr És A Szolgája, Matti (Eva Puntila, A Lánya) – 2002/2003
- Zalán Tibor: Angyalok A Tetőn (Mostoha ) – 2002/2003
- Marius von Mayenburg: Paraziták (Friderike) – 2002/2003
- Georges Feydeau: Bolha A Fülbe (Antoinette) – 2001/2002
- Molière: A Mizantróp (Éliante, Célimene Unokahúga) – 2000/2001
- Vajda János: Leonce És Léna (Rosetta) – 2000/2001

## Film és TV-s szerepei
- A mi kis falunk (2025) ... Lelkes hölgy
- Gólkirályság (2024) .... Éva
- A renitens (2024) .... Dr. Müller Szabina pszichológus
- A tanár (2021) .... Emma anyja
- Hab (2020)
- Doktor Balaton (2020–2022) .... Sziklai Erzsébet
- Drága örökösök (2019–2020) .... Tóth Evelin
- Seveled (2019) .... Györgyi
- 200 első randi (2019) .... Dr. Lovas Vanda
- Csak színház és más semmi (2019) .... Riporter
- Vörös veréb (2018) .... Doktornő
- Munkaügyek (magyar sorozat, 2015) .... Újságíró
- Válótársak (2015) .... Annamária
- Jóban Rosszban (magyar sorozat, 2014) .... Tóth Erzsébet
- Hacktion: Újratöltve (magyar sorozat, 2014) .... Dr. Méhes Dóra
- Hangok háza (magyar animációs rövidfilm, 2014) .... Éva
- A rajzoló (magyar thriller, 2013)
- Marika nem cica (magyar kisjátékfilm, 2013)
- Keleti pu. (tévéfilm, 2010)
- Átok (magyar filmsor., 2009) .... Eszter
- Antik (magyar kisjátékfilm, 2005)
- Főpróba (magyar kisjátékfilm, 2002)
- Ámbár tanár úr (magyar vígjáték, 1998)
- Line Knutzon: „Közeleg az idő” (komédia)

## Díjai, elismerései
Legjobb szinkronszínésznő díja (Kate Winslet: Easttowni rejtélyek, 2021)
- POSZT, legjobb alakítás különdíja (Roberto Zucco, 2004)
- Paulay Ede-díj (Új Színház, 2004)
- Vidor Fesztivál, Colombina díj (a legjobb női alakítás díja – Fogat Fogért, 2009)
- Jászai Mari-díj (2010)